# Rosana Stavis
Rosana Stavis (São Mateus do Sul, 28 de maio de 1963) é uma atriz brasileira, radicada na cidade de Curitiba, com participação em mais de 70 espetáculos e freqüentemente apontada pela crítica especializada e profissionais diversos como uma das melhores atrizes do teatro brasileiro.      É reconhecida por possuir imensos recursos e versatilidade, capaz de transitar com igual facilidade e profundidade entre os mais variados papéis, da tragédia a comédia, da ópera a espetáculos para crianças. 
Formou-se atriz pela Pontifícia Universidade Católica (PUC) do Paraná em 1989, ano em que ganhou o Prêmio Governador do Estado - Troféu Gralha Azul de Atriz Revelação por A Vida de Galileu, de Brecht, com direção de Celso Nunes e protagonizada por Paulo Autran. Protagonizou espetáculos que marcaram a história do teatro curitibano, como Lulu, de Frank Wedekind e A Ópera dos Três Vinténs, de Bertolt Brecht, ambos dirigidos por Marcelo Marchioro; A Falecida, de Nelson Rodrigues e New York de Will Eisner, ambos dirigidos por Edson Bueno. 
Dentre seus trabalhos mais recentes, destacam-se Árvores Abatidas ou Para Luis Melo, de Marcos Damaceno, indicada aos prêmios Shell, APCA e Aplauso Brasil na categoria Melhor Atriz e apresentado em mais de 100 cidades de todas as regiões do país;   Psicose 4h48, de Sarah Kane, dirigido por Marcos Damaceno, com mais de 300 apresentações por todo país;  Antes da Coisa Toda Começar, com a Armazém Companhia de Teatro ;  Hoje é Dia de Rock  , de José Vicente de Paula  e Estado de Sítio, de Albert Camus   ambos dirigidos por Gabriel Villela.
É atriz cofundadora da Cia. Stavis-Damaceno e cantora cofundadora, ao lado de Alexandre Nero e outros amigos, da badalada banda curitibana Denorex 80.  Rosana Stavis também atuou em várias produções audiovisuais, como Hóspede Secreto (2008), Curitiba Zero Grau (2010), Aonde Vão Os Pés (2020), Insânia (2021), entre outras.
Possui 7 Prêmios Governador do Estado do Paraná - Troféu Gralha Azul de Melhor Atriz, entre diversas outras indicações.
Ganhou grande destaque com o espetáculo A Aforista, também de Marcos Damaceno e Direção Musical de Gilson Fukushima, que estreou em janeiro de 2023 no Rio de Janeiro, com salas lotadas e sucesso de críticas, oportunidade em que foi indicada aos prêmios Shell, APCA, APTR, Cenym de Melhor Atriz, e vencedora no 40º Troféu Gralha Azul, também de Melhor Atriz.

## Teatro[14]
| Ano       | Título                             |
| --------- | ---------------------------------- |
| 1989      | A Vida de Galileu                  |
| 1999      | Por Um Novo Incêndio Romântico     |
| 2001      | Nostalgia                          |
| 2003      | Alice                              |
| 2004-2015 | Psicose 4:48                       |
| 2008-2024 | Árvores Abatidas ou Para Luis Melo |
| 2011      | Antes da Coisa Toda Começar        |
| 2019      | Homem ao Vento                     |
| 2023-2024 | A Aforista                         |
| 2025      | Nebulosa de Baco                   |

## Filmografia

### Televisão
| Ano  | Título           | Personagem  | Notas       |
| ---- | ---------------- | ----------- | ----------- |
| 2000 | Malhação         | Dona Ondina |             |
| 2007 | Paraíso Tropical | Zilda       | [ 15 ]      |
| 2021 | Insânia          | Neusa       | 8 episódios |

### Cinema
| Ano  | Título                 | Personagem       | Notas          |
| ---- | ---------------------- | ---------------- | -------------- |
| 1994 | Vítimas da Vitória     | —                | Curta-metragem |
| 2003 | O Preço da Paz         | Esposa           |                |
| 2005 | Cafundó                | Esposa de Manoel |                |
| 2008 | Hóspede Secreto        | Vítima           | Curta-metragem |
| 2009 | Sol na Neblina         | Norma            |                |
| 2012 | Curitiba Zero Grau     | Mãe              |                |
| 2018 | O Despertar de Solomon | Dona Adina       |                |
| 2020 | Alice & Só             | senhora drogada  |                |
| 2020 | Aonde Corre os Pés     | Rosana           | Curta-metragem |
| 2021 | Pausa para o Café      | Dona Ângela      | Curta-metragem |
| 2023 | Pequenas insurreições  | Vânia            | Curta-metragem |